# Sutton, Shrewsbury
Sutton är en stadsdel i Shrewsbury, i civil parish Shrewsbury, i kommunen Shropshire, i grevskapet Shropshire, i England. Sutton var en civil parish fram till 1934 när blev den en del av Shrewsbury. Civil parish hade 60 invånare år 1931. Byn nämndes i Domedagsboken (Domesday Book) år 1086, och kallades då Sudtone.